# Hessenlöwe (Kassel)

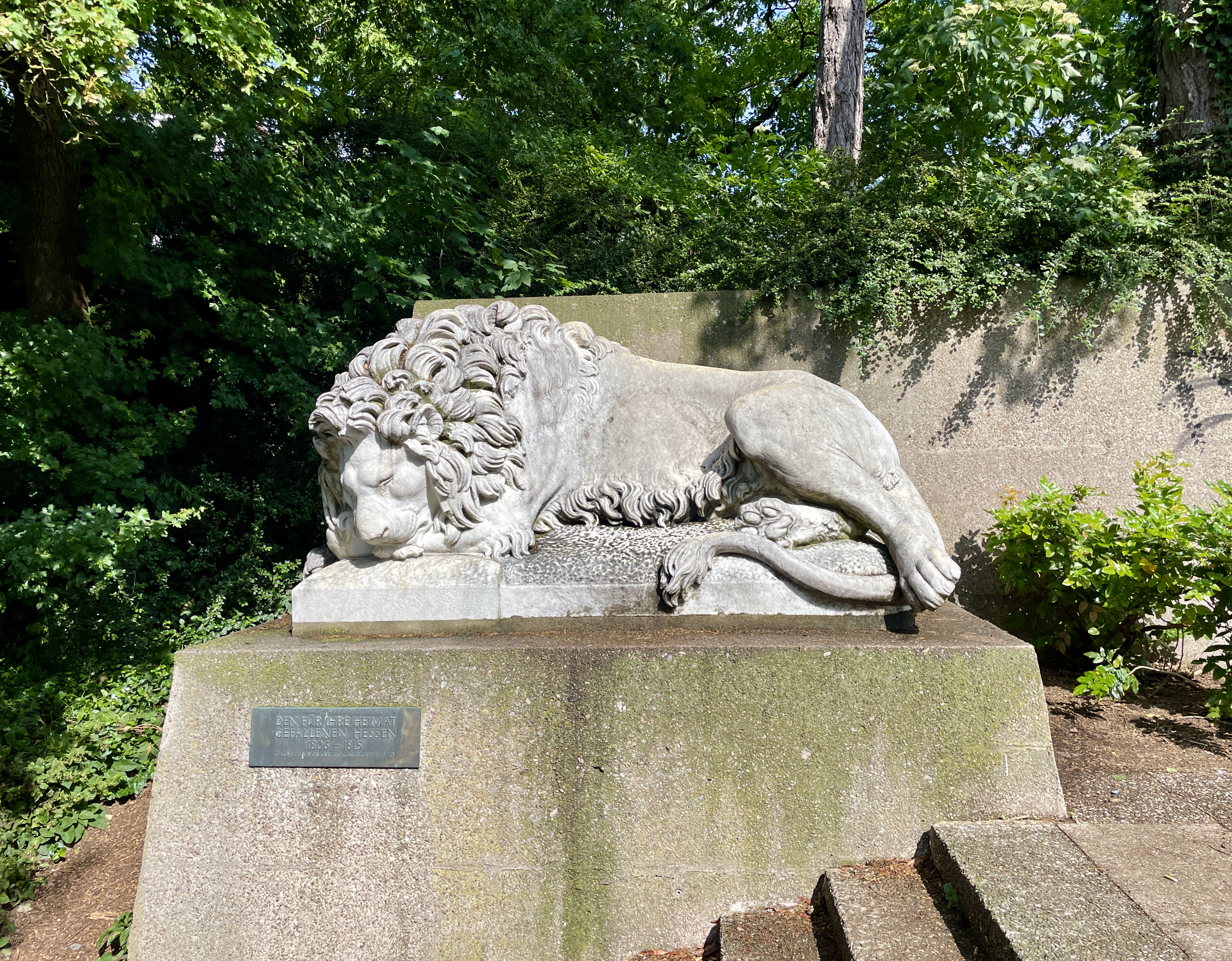
Kauperts ruhender Löwe in Kassel

Der Hessenlöwe (auch Hessen-  oder Löwendenkmal) ist eine Marmorskulptur des Bildhauers Gustav Kauperts in der Kasseler Karlsaue. Die Skulptur war ursprünglich Teil eines 1874 eingeweihten Denkmals zur Erinnerung an die während der Zeit der französischen Besatzung unter Napoléon zwischen 1806 und 1813 gefallenen Hessen. Die ursprüngliche Denkmalanlage wurde nach dem Zweiten Weltkrieg beseitigt und der Löwe am nordöstlichen Beginn des Rosenhangs platziert. Die Skulptur steht aus geschichtlichen und künstlerischen Gründen unter Denkmalschutz.

## Ursprüngliches Denkmal

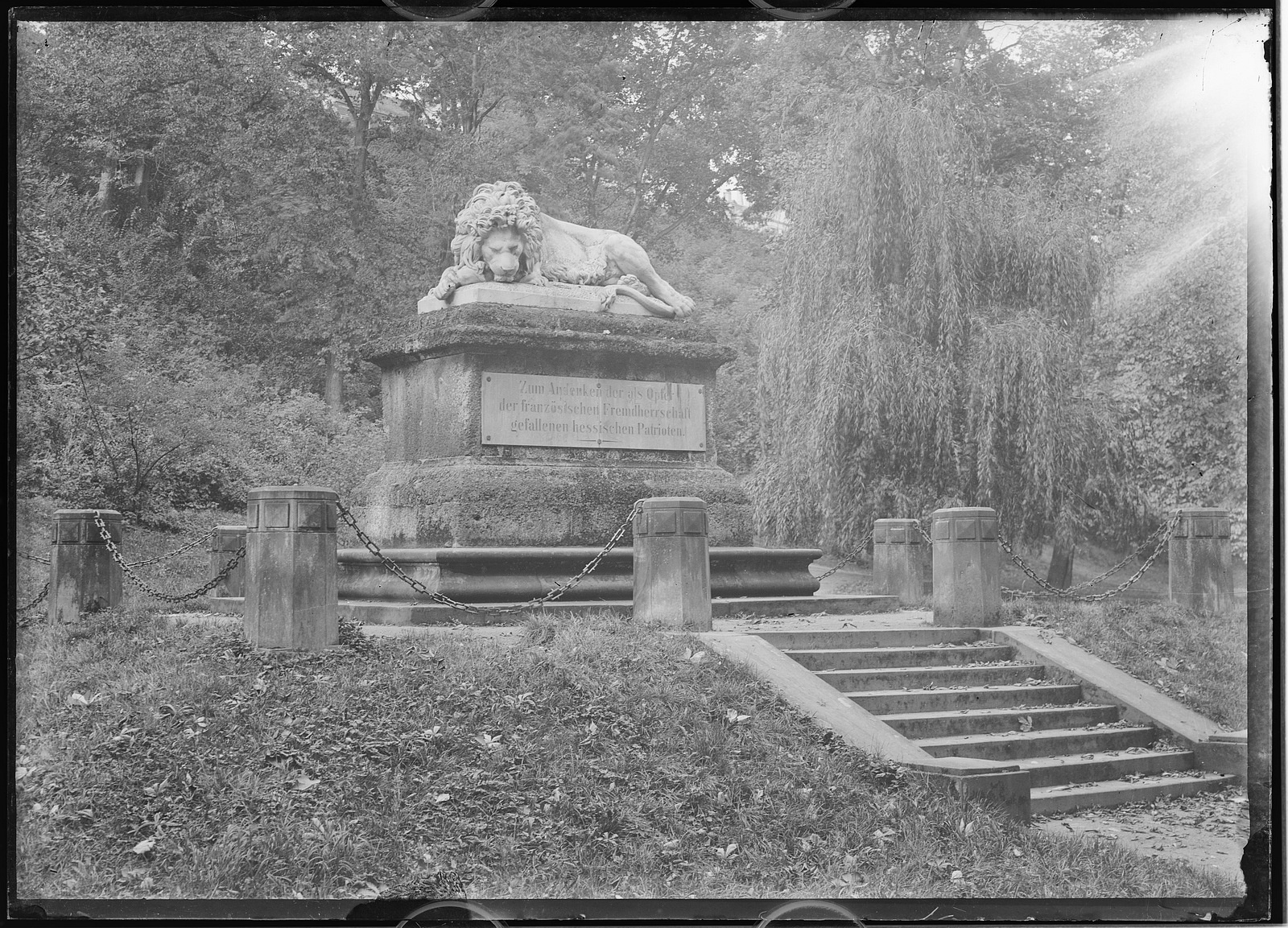
Das vollständige Denkmal an seinem ursprünglichen Standort, um 1930

Nachdem am 1. November 1806 das Kurfürstentum Hessen von französischen Truppen besetzt worden war, kam es zu vereinzelten Aufständen im Land. Am 16. Februar 1807 wurde unterhalb des Palais Bellevue an der sogenannten Affenallee der aus Eschwege stammende Fourier Jacob Schumann durch ein französisches Erschießungskommando hingerichtet. Dieser beteiligte sich zuvor an dem Refraktär-Aufstand gegen die Besatzungsmacht. Schumann wurde an Ort und Stelle bestattet. Anlässlich des 50. Jubiläums der Völkerschlacht bei Leipzig wurde 1863 ein kleiner Gedenkstein an der Stelle aufgestellt, an der 1809 sechs Teilnehmer des Emmerich-Aufstandes hingerichtet wurden. Nachdem 1866 das Kurfürstentum Hessen von Preußen besetzt wurde, setzte sich der Oberpräsident Eduard von Moeller für ein größeres Ehrenmal ein, das allen Opfer der Zeit gelten sollte. Beauftragt wurde der aus Kassel stammende Bildhauer Gustav Kaupert, der aus weißem Marmor einen ruhenden Löwen, das hessische Wappentier, von 2,50 Metern Länge schuf. Der Löwe selbst wurde auf einem 2,30 Meter hohen Postament aus Sandstein und Basalttuff platziert. Auf der Vorderseite befand sich eine Marmorplatte mit der Inschrift „Zum Andenken der als Opfer der französischen Fremdherrschaft gefallenen hessischen Patrioten.“ Die Anlage selbst befand sich auf einer kleinen Anhöhe, auf die acht Stufen führten und die von einem Kettengeländer umringt war, in unmittelbarer Nähe der Richt- und Ruhestätte Jacob Schumanns. 

### Zeitgenössische Rezeption

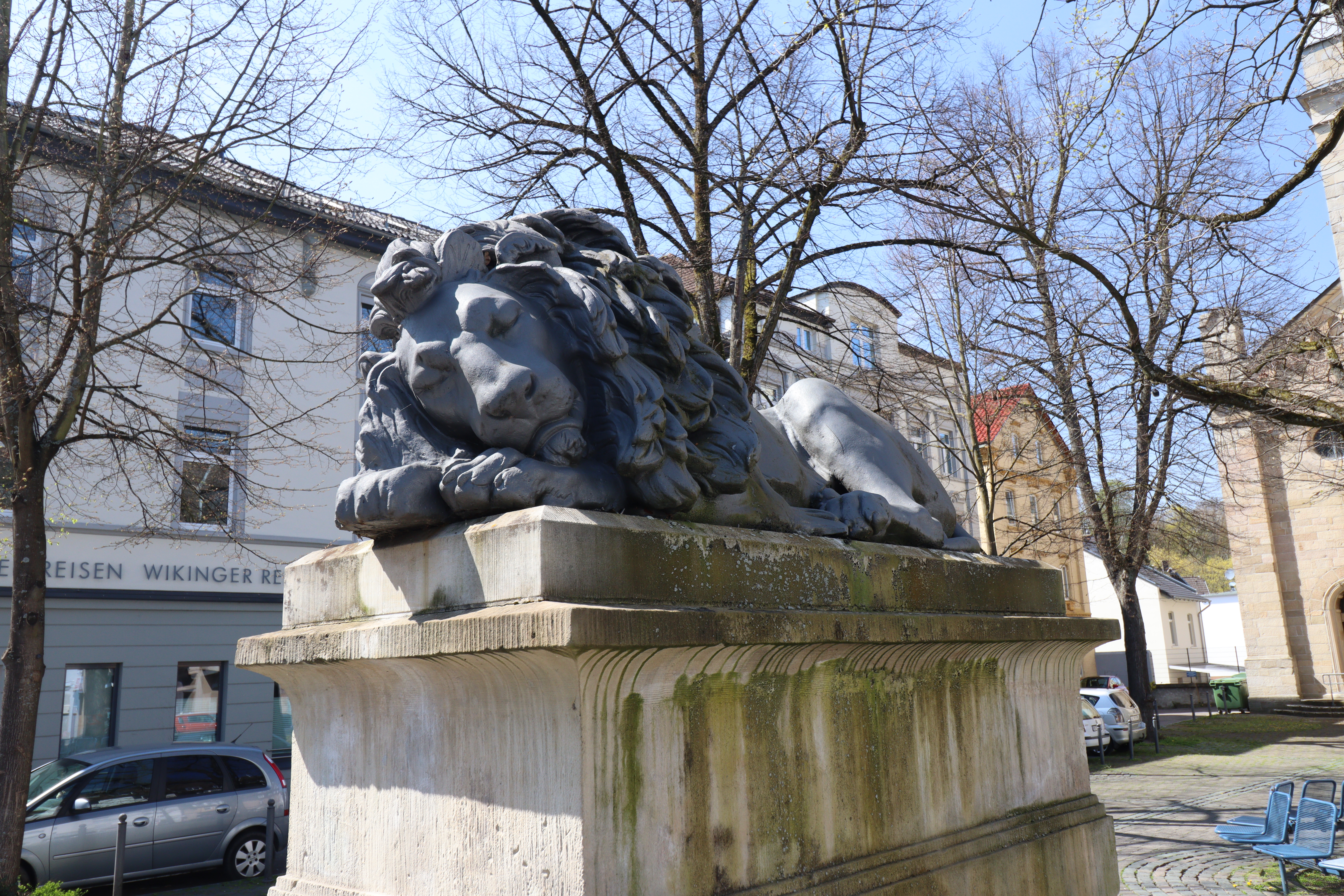
Rauchs Schlafender Löwe scheint Kauperts Werk beeinflusst zu haben

Selbstzeugnisse zu seinem Werk sind vom Künstler nicht überliefert. Auffallend ist die große kompositorische und stilistische Nähe zu dem 50 Jahre zuvor entstandenen Schlafenden Löwen von Christian Daniel Rauch. Rauchs Löwe erfuhr im gesamten 19. Jahrhundert insbesondere in Preußen eine starke Rezeption und war durch eine Vielzahl von Abgüssen im allgemeinen Bewusstsein tief verankert. Der Umstand, dass Preußen selbst erst 1866 Kurhessen annektiert hatte, lässt erahnen, warum Zeitgenossen von einer sang- und klanglosen Aufstellung des Denkmals sprachen. Die Wahl des Motivs eines schlafenden oder ruhenden Löwen stieß vereinzelt auf Irritation. 

„Die Wahl eines schlafenden Löwen für die Zeit von 1806 bis 1813 ist nicht allzuglücklich; denn man fragt mit Recht: weßhalb schläft der (hessische) Löwe zu einer Zeit, in welcher er hätte mehr als sonst kampfbereit und wachsam sein müssen? […] Mit dem Bildner wollen wir annehmen, daß es ein unfreiwilliger Zauberschlaf war.“

Auch von kurhessischen Patrioten wurde das Denkmal vereinnahmt. Am ersten Geburtstag des ehemaligen Kurfürsten Friedrich Wilhelm nach dessen Tod 1875 fand man das Denkmal in schwarzem Trauerflor verhüllt vor.

## Heutiger Standort

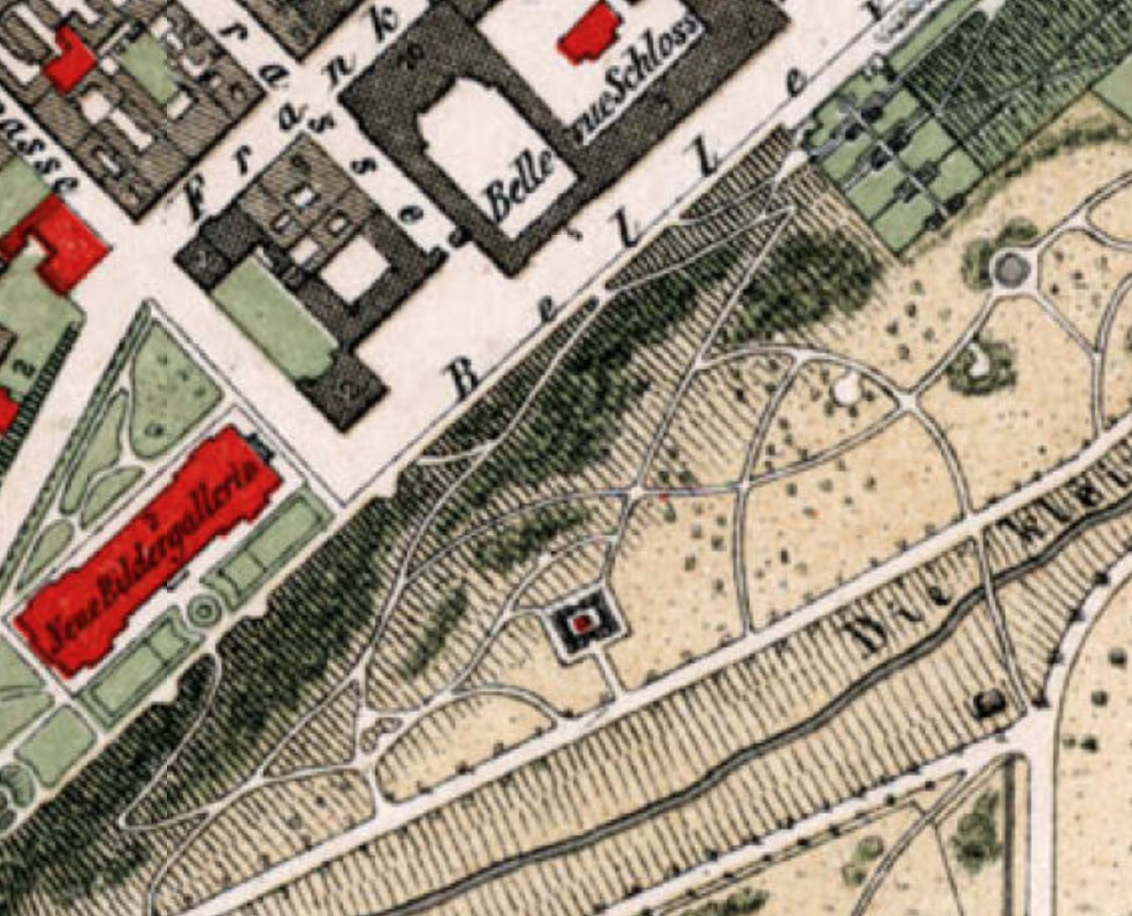
Ursprünglicher Standort des Denkmals auf einem Stadtplan 1878

Das Denkmal befand sich am Steilhang zwischen Karlsaue und Oberneustadt. Während der Luftangriffe auf Kassel im Zweiten Weltkrieg wurde das Denkmal schwer beschädigt. Durch das Abladen des Trümmerschutts in der unmittelbaren Nachkriegszeit veränderte sich die Topografie des Geländes grundlegend. Zunächst wurde die Marmorskulptur provisorisch weiterhin in der Karlsaue aufgestellt, bevor sie 1966 auf einem modernen Betonsockel zwischen Rosenhang und Gustav-Mahler-Treppe unterhalb vom südlichen Ende des Friedrichsplatzes aufgestellt wurde. Die neu angefertigte Inschriftentafel trägt den Text: „Den für ihre Heimat gefallenen Hessen; 1806–1815.“ Die französische Herrschaft in Form des Königreich Westphalen endete bereits 1813, doch wird wohl mit dem Jahr 1815 auf das endgültige Ende Napoléons mit der Schlacht bei Waterloo verwiesen.